# فیلیپ جی. پارسل
فیلیپ جی. پارسل (انگلیسی: Philip J. Purcell؛ زادهٔ ۱۹۴۳ (۸۱–۸۲ سال)) سرمایه‌گذار اهل ایالات متحده آمریکا است.